# Vartika Singh
Vartika Brij Nath Singh là một người mẫu và người đẹp Ấn Độ, được bổ nhiệm làm Miss Diva 2019 và đại diện cho Ấn Độ tham gia cuộc thi Hoa hậu Hoàn vũ 2019. Trước đó, cô từng đăng quang Hoa hậu Ấn Độ vào năm 2015. Tạp chí QG đã xếp Vartika là một trong những phụ nữ nóng bỏng nhất của Ấn Độ năm 2017.

## Music Videos
| Year | Song title | Singer                             | Record label | Ref.  |
| ---- | ---------- | ---------------------------------- | ------------ | ----- |
| 2019 | Kishmish   | Ash King & Qaran                   | Times Music  | [ 5 ] |
| 2017 | Saware     | Anupam Raag & Rahat Fateh Ali Khan | Times Music  | [ 6 ] |